# Flics sans scrupules
Pour plus de détails, voir Fiche technique et Distribution.
Flic sans scrupules ou Erreur sur la victime au Québec (Gang Related) est un film américain de Jim Kouf, sorti en 1997.

## Synopsis
Deux flics profitent de la guerre des gangs pour arrondir leur fin de mois avec le trafic de drogue. Mais, ils se font prendre à leur propre piège.
DiVinci et Rodriguez sont deux flics qui arrondissent leur fin de mois en faisant du trafic de drogue. Mais un jour, un "client" vient au lieu de rendez-vous et achète la drogue. DiVinci abat quelques minutes plus tard ce dernier alors qu'il conduisait sa voiture. Mais le lendemain, les deux flics apprennent que leur victime était un agent de la DEA. Ils se retrouvent chargés d'enquêter sur un meurtre qu'ils ont commis et décident de trouver un coupable. Le "suspect" idéal est un clochard qui vit dans la rue près de chez une ancienne strip-teaseuse, Cynthia, qui est aussi la maîtresse de Vinci et qui était là au moment de la transaction de la vente de la drogue entre DiVinci et le "client". DiVinci subtilise l'arme prise dans les pièces à conviction qu'il a utilisée pour le meurtre et fait tout pour incriminer le sans-abri.
Mais Rodriguez commence à s'inquiéter de son sort depuis ce meurtre. Car il a de quoi : l'arme utilisée pour le crime a servi dans une autre affaire et l'accusé, lors du procès, remarque qu'il ne s'agit pas de son arme (DiVinci a acheté une arme de même calibre pour ce procès afin de garder l'autre pour l'affaire de l'agent de la DEA) et provoque un esclandre. Mais il sera acquitté.
Le clochard, baptisé "John Doe", s'appelle en réalité William McCall, médecin disparu depuis sept ans après le décès de sa famille. Arthur Baylor, avocat de la famille McCall, reconnaît ce dernier grâce à une photo dans un article de presse. Avec Elliot Goof, avocat de McCall, ils vont tout faire pour disculper leur client.
Sous la pression de DiVinci, Cynthia, "témoin" du crime qui a soi-disant reconnu McCall, qui était partie par peur, puis retrouvée, témoigne au procès en parjurant, ce que tout le monde apprend. Celle-ci se retrouve mise en prison, DiVinci charge Manny, un privé, de payer sa caution.
McCall sera acquitté, Rodriguez, qui se rachète une conscience, planque un micro et enregistre une conversation avec DiVinci, qui remarque qui l'a trahi. Attendu dans son appartement par un bookmaker et son colosse pour payer des dettes, Rodriguez s'énerve, mais se retrouve abattu d'une balle dans la tête et Baylor utilise la bande en la faisant écouter à Cynthia où on entend DiVinci dire que la stripteaseuse doit être assassinée.
Quatre mois plus tard, DiVinci, recherché pour meurtre, attend la jeune femme dans son appartement et lui tire dessus. Mais celle-ci n'est que blessée au bras, McCall est redevenu médecin.
Alors qu'il se croyait tranquille, le flic ripou monte à bord d'une voiture afin de quitter la ville et sera assassiné par l'homme acquitté (celui qui avait remarqué que son arme n'est pas celle utilisée pour le meurtre qu'il a commis).

## Fiche technique
- Titre original : Gang Related
- Titre français : Flics sans scrupules
- Autre titre : Criminal Gang
- Réalisation : Jim Kouf
- Scénario : Jim Kouf
- Producteur : John Bertolli, Brad Krevoy, Steven Stabler, Jeffrey D. Ivers
- Format : 35 mm
- Musique : Mickey Hart
- Montage : Todd C. Ramsay
- Décors : Stephanie Ziemer
- Costume : Shari Feldman
- Langue : Anglais
- Société de production : Orion Pictures
- Durée : 102 minutes
- Année : 1996
- Genre : Policier
- Pays de production :  États-Unis
- Date de sortie en salles :
  - États-Unis : 8 octobre 1997

## Distribution
- James Belushi (VF : Patrick Poivey ; VQ : Jean-Marie Moncelet) : Detective Frank DiVinci
- Tupac Shakur (VF : Lionel Henry ; VQ : Daniel Picard) : Detective Rodriguez
- Lela Rochon (VF : Marie-Brigitte Andréi ; VQ : Hélène Mondoux) : Cynthia
- Dennis Quaid (VF : Patrice Melennec ; VQ : Hubert Gagnon) : Joe Doe / William McCall
- James Earl Jones (VQ : Victor Désy) : Arthur Baylor
- David Paymer (VF : Marc Saez ; VQ : Luis de Cespedes) : Eliott Goof
- Gary Cole (VQ : Éric Gaudry) : Richard Simms
- Wendy Crewson (VF : Colette Nucci) : Helen Eden
- James Handy (VQ : Denis Mercier) : le capitaine Henderson
- Brad Greenquist : Richard Stein
- Terrence "T.C" Carlson (VF : Patrice Baudrier ; VQ : Gilbert Lachance) : Manny Landrew
- Robert Lasardo : Sarakasian
- Kool Moe Dee : Lionel Hudd
- Victor Love : Hooper
- Perry Anzilotti : Vic

## Autour du film
- Tupac Shakur fait sa dernière apparition dans ce film sorti un an après sa mort.
- Le film a engrangé 5 906 773 dollars de recettes aux États-Unis.
- Le mot fuck  et ses synonymes sont prononcés plus de 165 fois.

## Ost
Gang Related (soundtrack) 1997 (Priority Records)

### Track listing
Disc 1
1. "Way Too Major" - Daz Dillinger, Tray Deee
2. "Life's So Hard" - 2Pac
3. "Greed" - Ice Cube
4. "Get Yo Bang On" - Mack 10
5. "These Days" - Nate Dogg, Daz Dillinger
6. "Mash For Our Dreams" - Storm, Daz Dillinger, Young Noble
7. "Free'em All" - J. Flexx, Tenkamenin
8. "Staring Through My Rear View" - 2Pac, Tha Outlawz
9. "Devotion" - Paradise
10. "I Can't Fix It" - Jackers
11. "Questions" - Tech N9ne
12. "Hollywood Bank Robbery" - The Gang (Big C Style, Lil Flossy and Daz), Snoop "Doggy" Dogg, Kurupt

Disc 2
1. "Made Niggaz" - 2Pac, Tha Outlawz
2. "Loc'd Out Hood" - Kurupt
3. "Gang Related" - WC, CJ Mac, Daz Dillinger, Tray Deee
4. "Keep Your Eyes Open" - O.F.T.B.
5. "Lady" - 6 Feet, Storm
6. "Take A Nigga Like Me" - Young Soldierz (en)
7. "What Have You Done?" - B.G.O.T.I.
8. "What's Ya Fantasy" - Tha Outlawz, Daz Dillinger
9. "A Change To Come" - J-Flexx (en), Tenkamenin, Bahamadia, Kool & the Gang, Con Funk Shun
10. "Freak Somethin'" - Roland
11. "Feelin A Good Thang" - 2DV
12. "Lost Souls" - 2Pac, Tha Outlawz